# Адміністрація президента Росії

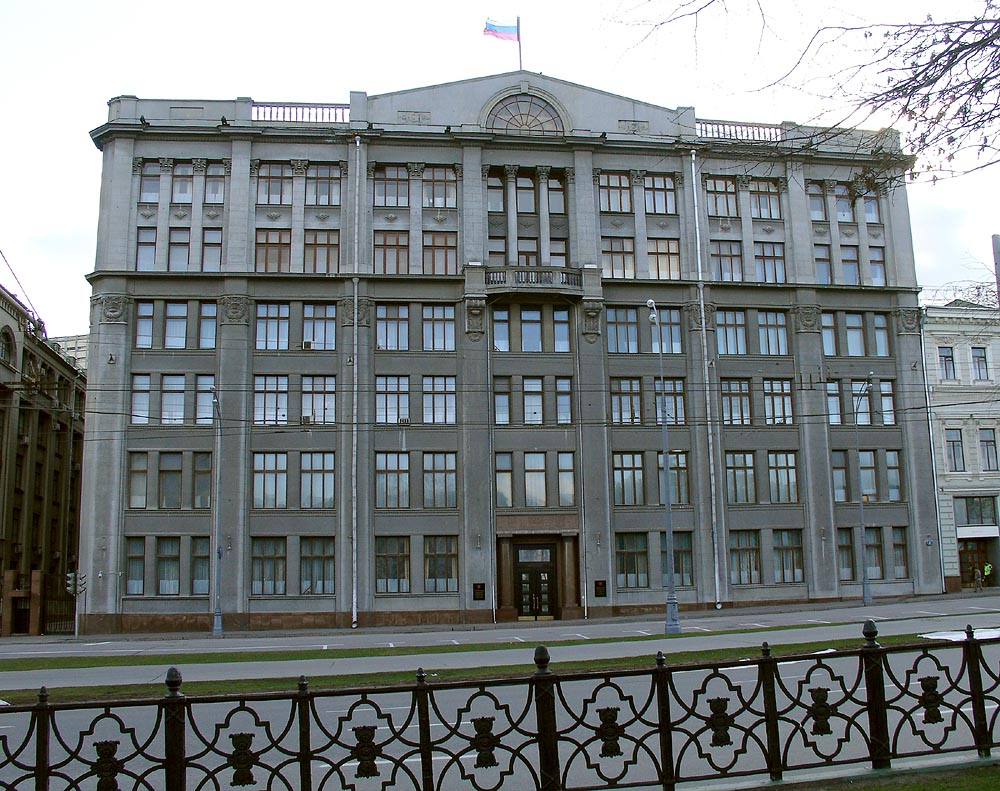
Будинок Адміністрації Президента РФ

Адміністрація президента Росії — державний орган, який забезпечує діяльність президента Росії.

## Історія
Адміністрація президента Росії була створена 19 липня 1991 року указом президента РРФСР Б. М. Єльцина.
Спочатку адміністрація складалася з 13 підрозділів. Пізніше, до середини 1993, з виходом «Положення про адміністрацію» до її складу входило 26 управлінь та відділів. У цьому положенні підкреслювалося, що адміністрація є «апаратом, створеним для забезпечення діяльності президента Російської Федерації». У грудні того ж року була прийнята Конституція Російської Федерації і адміністрація президента отримала конституційний ранг (п. «і» ст. 83).
2 жовтня 1996 був виданий указ «Про затвердження положення про адміністрацію президента Російської Федерації», яким було введено в дію Положення про адміністрацію президента Російської Федерації. Однак у плані призначення адміністрації це нічого не змінило.
Що стосується реальних функцій адміністрації, багато чого залежало від її керівника. Приміром, в 1996 р. цей пост при президенті Б. М. Єльцина зайняв відомий політик А. Б. Чубайс. Він вирішив піднести роль адміністрації, посилити її вплив на суспільно-політичні процеси, зробити у вищому ступені залежною від неї федеральну виконавчу владу. В указі 1996 р. якраз і відбилися претензії керівника адміністрації. У Положенні було записано, що «адміністрація є державним органом, що забезпечує діяльність президента Російської Федерації», розширені багато її можливості контролю щодо інших органів, особливо органів виконавчої влади.
Депутати Державної Думи оскаржили указ президента в Конституційному Суді Росії. До Положення про адміністрацію були внесені зміни, що пом'якшують її можливості, і депутати відкликали своє звернення з Конституційного Суду, але в Положенні збереглася характеристика адміністрації як державного органу.
З часом відбувалася реструктуризація адміністрації президента. Підкреслюючи особливу роль адміністрації у своєму посланні 30 березня 1999 р. президент Росії зазначив:

"Серйозні завдання стоять перед адміністрацією президента, якій слід працювати більш організовано, скоординовано з органами державної влади, а головне — посилити контроль за виконанням рішень президента. На жаль, останнім часом через бездіяльність окремих керівників і чиновників нею втрачені багато займані позиції. адміністрація повинна не просто представляти президента, а бути активним провідником його політики ".

Необхідно було нове положення про адміністрацію і в 2004 р. «з метою формування адміністрації президента Російської Федерації, визначення правового статусу та правових засад діяльності адміністрації президента Російської Федерації і її посадових осіб» було затверджено нині чинне Положення. Тепер адміністрація складається з 18 самостійних підрозділів.

## Глави адміністрації
1. Петров Юрій Володимирович (5 серпня 1991, № 31 — 19 січня 1993, № 95)
2. Філатов Сергій Олександрович (19 січня 1993, № 96 — 15 січня 1996, № 47)
3. Єгоров Микола Дмитрович (15 січня 1996, № 48 — 15 липня 1996, № 1031)
4. Чубайс Анатолій Борисович (15 липня 1996, № 1032 — 7 березня 1997, № 190)
5. Юмашев Валентин Борисович (11 березня 1997, № 212 — 7 грудня 1998, № 1484)
6. Бордюжа Микола Миколайович (7 грудня 1998, № 1485 — 19 березня 1999, № 371)
7. Волошин Олександр Стальйович (19 березня 1999, № 372 — 31 грудня 1999, № 1760; 31 грудня 1999, № 1764 — 7 травня 2000, № 835; 27 травня 2000, № 965 — 30 жовтня 2003, № 1275)
8. Медведєв Дмитро Анатолійович (30 жовтня 2003, № 1276 — 25 березня 2004, № 402; 26 березня 2004, № 403 — 14 листопада 2005, № 1320)
9. Собянін Сергій Семенович (14 листопада 2005, № 1323 — 7 травня 2008)
10. Наришкін Сергій Євгенович (12 травня 2008, № 751 — 20 грудня 2011, № 1663)
11. Іванов Сергій Борисович (22 грудня 2011, № 1672, перепризначений 21 травня 2012, № 669 — 12 серпня 2016, № 404)
12. Вайно Антон Едуардович (з 12 серпня 2016 р., № 406).